# Beatriz Montañez López
Beatriz Montañez López   (Almadén, 3 de juny de 1977) és una periodista, guionista, escriptora, presentadora de televisió i actriu espanyola coneguda per haver copresentat, al costat de El Gran Wyoming, el programa El intermedio, de la Sexta i com a guionista per haver guanyat el Premi Goya per la pel·lícula documental Muchos hijos, un mono y un castillo. Ha fet un recés espiritual en plena naturalesa, en què va escriure el seu primer llibre Niadela.

## Biografia
Nascuda a Almadén, província de Ciudad Real, Castella-la Manxa el 3 de juny de 1977, la seva experiència en els mitjans va començar en l'emissora municipal d'Almadén "Onda Mancha", reconvertida avui en Cadena SER Almadén, de la mà del seu director Luis Mariano Mosso, produint diversos programes. Posteriorment, va cursar la llicenciatura de Mitjans de comunicació per la Universitat de Califòrnia, als Estats Units, Va cursar el Màster presencial a la Universitat Stanford Innovation in journalism. Mentrestant va fer els seus primers treballs en mitjans de parla hispana estatunidencs en diverses emissores afiliades a la cadena Telemundo (propietat de la cadena americana NBC), o a Radio KLVE (K-Love). De tornada a Espanya, va realitzar diferents cursos audiovisuals, va estudiar realització a l'Institut de Ràdio Televisió Espanyola i va cursar un màster online a la Universitat Harvard, Education online i Democràcia i Mitjans de comunicació. També ha treballat en emissores locals de la Cadena SER a Castella-la Manxa presentant diversos programes d'informació local i provincial. En premsa escrita va fer col·laboracions al Diari Lanza de Ciudad Real. En els seus anys com a model, va realitzar nombroses campanyes publicitàries que la van portar a visitar diferents ciutats com Milà, Tòquio, Nova York i Los Angeles.
Ha aparegut també en vídeos musicals, com el vídeo d'Andrés Calamaro Te quiero igual (1999), o també al videoclip de la cançó "La suerte de mi vida" de El Canto del Loco.

### La Sexta
L'any 2006, es va incorporar al programa de la Sexta El intermedio, presentat per El Gran Wyoming, en què va participar com a col·laboradora en la secció "Fritanga de medios" (anteriorment "Revista de medios") en la qual es repassava en to humorístic l'actualitat de cada dia, i amb aquest programa va guanyar un Premi Ondas al millor programa d'actualitat. La seva etapa a El intermedio va finalitzar el 21 de desembre de 2011, quan va ser substituïda per la periodista catalana Sandra Sabatés.

### Altres col·laboracions
L'any 2009, va compaginar la seva feina a La Sexta amb la presentació del programa documental Dóndes estabas cuando..., en el qual es recullia el testimoniatge de personatges que relaten esdeveniments històrics que van causar un gran impacte emocional. Va estar produït per als canals de la Forta. També ha col·laborat en programes com La semana más larga al Canal Sur i a Ilustres ignorantes de Canal+ 1.

### Mediaset Espanya
Al juliol de 2013, després d'estar un any i mig fora de la televisió, va fitxar per la cadena Telecinco per copresentar, al costat de Jordi González, el programa El gran debate durant els mesos d'estiu de juliol i agost de 2013, en substitució de Sandra Barneda. Al març de 2014, es va anunciar la seva participació en el programa d'entrevistes Hable con ellas i que va conduir al costat de periodistes com Sandra Barneda, Natalia Millán, Yolanda Ramos i Alyson Eckmann a la matinada de Telecinco.
El 30 de juny de 2014 va mantenir una discussió sobre el partit polític Podem amb el cantant Bertín Osborne.
El 25 de juliol de 2014, la presentadora va anunciar la seva sortida del programa Hable con ellas de Telecinco.

### Com a actriu
L'any 2011, es va estrenar com a actriu de cinema i va protagonitzar la pel·lícula 88, dirigida per Jordi Mollà. Anteriorment havia col·laborat en la comèdia 7 vidas, emesa aTelecinco. També ha participat a la pel·lícula De chica en chica en un petit paper com a taxista despistada.

### Com a guionista
L'any 2018, el seu treball com a guionista va ser reconegut amb un Premi Goya per la pel·lícula documental Muchos hijos, un mono y un castillo en la 32a edició dels premis.

### Com a escriptora
El 15 de març de 2021 va publicar el llibre Niadela, en què parla sobre el seu estil de vida, allunyada i aïllada de la societat i vivint en una humil casa de pastors a la muntanya, vivint una vida frugal. En aquest context es va fer vegana i va viure a partir dels seus estalvis feliçment gastant el mínim, 100-150 € al mes en menjar.